# Glenwood (Wisconsin)
Glenwood es un pueblo ubicado en el condado de St. Croix en el estado estadounidense de Wisconsin. En el Censo de 2010 tenía una población de 785 habitantes y una densidad poblacional de 8,82 personas por km².

## Geografía
Glenwood se encuentra ubicado en las coordenadas 45°4′48″N 92°12′24″O / 45.08000, -92.20667. Según la Oficina del Censo de los Estados Unidos, Glenwood tiene una superficie total de 88.99 km², de la cual 88.65 km² corresponden a tierra firme y (0.38%) 0.34 km² es agua.

## Demografía
Según el censo de 2010, había 785 personas residiendo en Glenwood. La densidad de población era de 8,82 hab./km². De los 785 habitantes, Glenwood estaba compuesto por el 96.31% blancos, el 0.25% eran afroamericanos, el 0.13% eran amerindios, el 1.27% eran asiáticos, el 0% eran isleños del Pacífico, el 1.4% eran de otras razas y el 0.64% pertenecían a dos o más razas. Del total de la población el 3.18% eran hispanos o latinos de cualquier raza.